# Al-Hilal Juba
Al-Hilal Juba es un equipo de fútbol de Sudán del Sur que juega en el Campeonato de fútbol de Sudán del Sur, la primera división de fútbol en el país.

## Historia
Fue fundado en el año 1956 en la capital Juba por un grupo de aficionados del Al-Hilal Omdurmán y su nombre significa Creciente, como la fase lunar que se logra ver al norte del país y también es uno de los primeros equipos en el mundo con ese nombre.
En 2017 llega a la final de la Copa de Sudán del Sur, la cual pierde ante el Wau Salaam FC 1-2, pero el club logra la clasificación a la Copa Confederación de la CAF 2018 debido a que Wau Salaam FC ya había obtenido la clasificación a la Liga de Campeones de la CAF 2018.
Su primera aparición a nivel internacional fue muy corta luego de que no pudieran llegar a jugar el partido de ida ante el US Ben Guerdane de Túnez en la ronda preliminar, por lo que la Confederación Africana de Fútbol decidió que Al-Hilal Juba abandonó el torneo.

## Participación en competiciones de la CAF
- Copa Confederación de la CAF: 1 aparición

2018: abandonó en la ronda preliminar